# Port lotniczy Remire Island
Port lotniczy Remire Island (ICAO: FSSR) – port lotniczy położony na wyspie Remire Island (Seszele).